# توپولوژی جبری

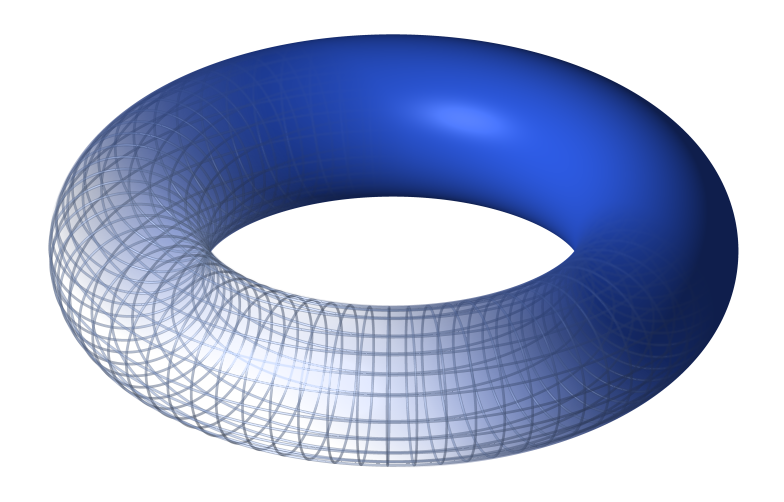
یک چنبره، این شیء یکی از رایج‌ترین اشیاء مورد مطالعه در توپولوژی جبریست

توپولوژی جبری شاخه‌ای از ریاضیات است که از ابزارهای جبر مجرد به منظور مطالعه فضاهای تپولوژیکی بهره می‌برد. هدف بنیادین در این شاخه، پیدا کردن ناورداهای جبری است که فضاهای توپولوژیکی را در حد هومئومورفیسم دسته‌بندی کند، گرچه که اغلب این دسته‌بندی در حد هموتوپی خواهد بود.
گرچه که توپولوژی جبری در وهله اول از جبر برای مطالعه مسائل توپولوژی استفاده می‌کند، استفاده از توپولوژی برای حل مسائل جبری نیز برخی مواقع امکان‌پذیر است. به عنوان مثال، توپولوژی جبری امکان ارائه اثبات مناسبی برای این حقیقت که «هر زیر گروه یک گروه آزاد، آزاد است» را فراهم می‌کند.

## شاخه‌های اصلی
در زیر لیستی از شاخه‌های اصلی مورد مطالعه در توپولوژی جبری آمده است:

### گروه‌های هموتوپی
در ریاضیات، گروه‌های هموتوپی در توپولوژی جبری برای دسته‌بندی فضاهای توپولوژیکی مورد استفاده قرار گرفته‌اند. اولین و ساده‌ترین گروه‌های هموتوپی، گروه بنیادی است که اطلاعات مربوط به حلقه‌ها (به انگلیسی: Loops) ی درون فضای مورد نظر را در خود می‌گنجاند. به‌طور شهودی، گروه‌های هموتوپی، اطلاعات مربوط به شکل پایه و سوراخ‌های یک فضای توپولوژی را ثبت می‌کنند.

### نظریه گره‌ها
نظریه گره به مطالعه گره‌های ریاضیاتی می‌پردازد. در حالی که گره‌ها از زندگی روزمره، مثل گره بند کفش یا تناب الهام گرفته شده است، گره ریاضیدانان دارای این تفاوت است که باید دو انتهای آزاد تناب هم به هم وصل شوند چنان‌که نتوان گره را باز کرد.

### مجتمع‌ها
یک مجتمع سادکی فضای توپولوژیکی از نوع خاصی است که با «به هم چسباندن» نقاط، پاره خط‌ها، مثلث‌ها و اشیاء n-بعدی متناظرشان بدست می‌آید.

## کاربردها
کاربردهای کلاسیک توپولوژی جبری شامل موارد زیر است:
- قضیه نقطه ثابت براور: هر نگاشت پیوستته از یک n-دیسک به خودش دارای نقطه ثابت است.
- رتبه آزاد n-مین گروه همولوژی یک مجتمع سادکی، n-مین عدد بتی است که امکان محاسبه مشخصه‌های اویلر-پوانکاره را می‌دهد.
- می‌توان از ساختار دیفرانسیلی منیفلدهای هموار از طریق کوهمولوژی درام، چخ یا کوهمولوژی بافه‌ای برای بررسی حلپذیری معادلات دیفرانسیلی که روی منیفلد مورد سؤال تعریف شده‌اند استفاده کرد.